# شب منم
«شب منم» سومین آلبوم گروه موسیقی هوی متال پنترا است که در سال ۱۹۸۵ میلادی منتشر شد.

## اعضای مشارکت‌کننده
- تری گلیز: آواز
- دایمند دارل: گیتار
- رکس براون: گیتار باس
- وینی پال: درامز